# كولمينار فيجو
كولمينار فيجو (بالإنجليزية: Colmenar Viejo)‏ هي بلدية ومدينة في منطقة الحكم الذاتي وتقع في منطقة مدريد في وسط إسبانيا. تبلغ مساحة هذه المدينة 182.6 (كم²)، ويبلغ عدد سكانها 44427 نسمة حسب إحصاء سنة 2010 م.

## توأمة
لكولمينار فيجو اتفاقيات توأمة مع كل من:
- سوريسن
- كوليفيرو